# Oligosita aligarhensis
Oligosita aligarhensis är en stekelart som beskrevs av Yousuf och Shafee 1984. Oligosita aligarhensis ingår i släktet Oligosita och familjen hårstrimsteklar. Inga underarter finns listade i Catalogue of Life.